# 鉄腕アトム (実写版)
『鉄腕アトム (実写版)』は、毎日放送制作・フジテレビ系列で、1959年3月7日 - 1960年5月28日まで放送した手塚治虫原作の漫画『鉄腕アトム』の実写版テレビドラマ。全65話。白黒作品。ロッテの一社提供。

## 概要
戦前から円谷英二特技監督と組み、東宝でプロデューサーを務めた松崎啓次自ら興した「松崎プロダクション」と毎日放送が制作した特撮テレビドラマ。
特撮部分は松崎によって旧知の円谷英二に企画が持ち込まれ、当初は円谷が特撮を担当する方向で広報が行われていた。結局これは叶わず円谷は「監修」の形にまわり、円谷特技研究所のスタッフによってミニチュア撮影などの特殊撮影が行われている。アトムの飛行シーンの撮影には苦労しており、第一部と第二部以降のコスチュームに合わせて人形が作られ、この人形によるミニチュア撮影と瀬川と背景の合成撮影を併用した。足からのジェット噴射描写は、各巻により煙や火花だったりと統一されていなかった。
オープニング映像の「ロボットの発達史」と「ロボット法」の部分はアニメーションで制作されており『鉄腕アトム』としてはアニメ第1作よりも早い初のアニメ化である。
ストーリーは原作のようなSF要素は薄く、ギャング団との戦いが中心となるなど当時の探偵ヒーローものに準じた内容となっている。原作では物語の舞台は21世紀となっているが、第二部最終回でのアトムの台詞によると、本作品の時代背景は「1959年」つまり放送年と同じということになっている。
「松崎プロ」では1960年3月から、掲載紙『少年』で「アトム友の会」の会員を募集して「瀬川を囲む会」の開催を予定していた。第一回会場は豊島園で「4月開催予定」と広報されたが、放映は5月で終了して開催も中止となった。

### 評価・影響
1年間に及ぶ人気作となったものの、手塚治虫は「原作のイメージと、余りにもかけ離れてしまっている」として自作漫画の実写化に不満を抱くこととなり、数年後の『鉄腕アトム (アニメ第1作)』制作の原動力となった。また1965年にうしおそうじから『マグマ大使』の実写化を持ちかけられた際には、こういったいきさつで手塚は当初『ビッグX』の実写化を逆提案したという。だが、このピー・プロダクション制作の実写版『マグマ大使』は手塚も絶賛する出来となり、実写化への悪印象が払拭された手塚は、1972年に自身によって『実写版アトム』の製作を検討したことがある。
提供スポンサーのロッテは後年、虫プロ制作の『鉄腕アトム (アニメ第1作)』でのスポンサーを画策したが失敗。テレビアニメのスポンサーはライバル会社の明治製菓（現:明治）が付き、ロッテが手塚治虫原作のテレビアニメのスポンサーとなるのは1965年放送の『W3』まで待たなければならなかった。

## キャラクター
本作品の鉄腕アトムを演じたのは、当時『劇団こじか座』所属だった子役俳優の瀬川雅人。原作漫画が連載されていた『少年』によると、当時、瀬川は、品川に住んでいて、この『少年』の記事には瀬川の住所も紹介されていた。
天馬博士によって造られ、御茶の水博士の世話を受けている少年ロボット。人間の数10倍の聴力や10万馬力のパワー、ジェット飛行能力を持っている。指先から火花を出して扉などを焼き切る場面は、手に花火を持って撮影されていた。
アトムが自動車を運転する場面では、演じる瀬川自身が運転を行っている。
衣装
アトムの特徴ある頭は、硬質素材のヘルメット状のカツラを使っているが、第一部で使われたものは真っ黒で耳が隠れたタイプだった。第2部では白っぽく、角状が荒く取りつけられた耳が露出したものになり、途中から色が黒く、耳が露出した成形が整ったものになった。
胴体部分は、第1部ではボルト止め表現のあるプラスチックのプロテクターが腕と上半身を覆い、4本指の手袋、ラバーブーツを履くことで原作に近いイメージを出した。アトムが服を着る場面では、プロテクターを外して服を着ており、頭にターバンを巻いたりもしている。
第二部からは黒いレザー風の上着にタイツを着て､ブーツを穿いたスタイルとなり、首にマフラーを巻いたことで原作とはイメージが異なったスタイルとなった。当時の連載誌『少年』は「この新衣装は評判が良い」と報じている。『火星に飛ぶ』での軍服スタイルでは、『少年』誌で火星隊員と敬礼するスチール写真が紹介されていて、「火星探検隊長になったので、軍服を着ました。かっこよいと評判です」とアトムの台詞が載せられていた。
衣装の変更について、『全怪獣怪人 上巻』では着ぐるみの動きにくさやアトムにロボットのイメージを求める必要がなくなったことなどが理由ではないかと推測している。

## キャスト
- アトム：瀬川雅人
- 御茶の水博士：田中明夫（第一部）、森野五郎（第二部以降）
- 御茶の水夫人：田上嘉子（第一部）
  - 原作漫画やアニメ版では死別などの理由で明確に描かれていないため、登場するのは珍しい。
- アトムのパパ：清水金一（第五部）
- アトムのママ：若原春江（第五部）
- 田鷲警部：寄山弘（第一部）、北川国彦（第二部、第三部）、倉田地三（第五部）
- 伴俊作：富永一矢（第一部）
  - 「ヒゲオヤジ」とは全くキャラクターの違う、御茶の水博士の書生である。
- 中村課長：中江竜介（第一部）
- 隼探偵：根岸弘子（第三部）
- 四部垣：根岸一正（第二部、第三部、第五部）
- 健二：米田一
- タマ夫：中川三男（第二部、第三部、第五部）

第一部
- 一本足：高橋正夫
- ZZZ団団員：小林清志
- スケルトン：ジャック・アルデンバイ
- ミッシェル：サディア・アルデンバイ
- ホテルのボーイ：市川治

第二部
- スフィンクス：杉村有三
- カニ男：牧信夫
- 黒いサソリ：龍断四郎
- ランプ：松山浩二
- ジェットマン：永久保一男
- 仙造：高峰龍三
- レフト：瀬戸朗
- サパタ秘書：荒井勲
- サパタ夫人：入江たか子（特別出演）
- カール：ニッキー久保田
- アンペア：三鬼弘

第三部
- スパルタ博士：三鬼弘
- フランケン：羅生門綱五郎
  - 巨体の怪物を演じた羅生門は、力道山門下のプロレスラーである。

- スカンク：赤羽茂
- コンク：龍断四郎
- ルソー：小林正

第四部
- ケチャップ大尉：三鬼弘
- 宇宙人：森幸太郎

第五部
- 蛭間博士：木南清
- 気体人間：和田勇、坂本新兵、山田圭介ほか
  - 坂本はのちに『鉄腕アトム (アニメ第1作)』で「中村警部」役に起用されている。

- 健治：伊藤清
- 天馬博士：田崎潤
- ヒゲオヤジ：神野光
  - 本作品では原作と異なり、「ヒゲノ警部」という設定である。

## スタッフ
- 製作：松崎啓次、米山彊
- 脚本：渋谷五十八、岩田重利、コオロギハルヲ、宮川一郎、坂巻昇、志波裕之
- 音楽：小川寛興、益田克幸
- 演奏：楽団ブルーコーツ
- 撮影：瀬川浩、吉田豊
- 特撮：加藤守男、山根茂幹、山崎明
- 美術：山崎正夫、江坂実、高山良策
- 照明：伊藤一夫
- 録音：KRC
- OPアニメーション（第一部）：村田安司（「村田漫画」）
- 製作主任：二宮吉朗
- 演出助手：恩田圭一
- 監督：吉川博、志波西果、大橋秀夫、難波敏夫
- 製作：松崎プロダクション（第一部のみ三笠映画と共同制作）

## 主題歌
- 『鉄腕アトムの歌』
  - 作詞：青木義久
  - 作曲：益田克幸
  - 第1部 全話OP、ED　鉄腕アトムの歌 (歌手:中島そのみ)
  - 第2部 全話OP、ED　第5部（1話、2話）OP、ED 鉄腕アトムの歌 (歌手:上高田少年合唱団)
  - 第3部 ～ 第4部 全話OP 鉄腕アトムの歌 (歌手:岡本喬生) 1、2コーラス
  - 第3部 ～ 第4部 全話ED 鉄腕アトムの歌 (歌手:岡本喬生) 3コーラスのみ
  - 平成に発売されたCDでは (不明:男声)　と記載しているが、DVD化されたテロップより　岡本喬生　（おかむら・たかお）と判明  昭和6年（1931）東京生まれ。オペラ歌手。
  - 第5部 4話から最終話までOP、ED 鉄腕アトムの歌 (歌手:曽根史郎、上高田少年合唱団)
  - 第5部 3話　はマスターテープ破損によりDVDにはOP、EDが収録されていない。
  - 以前記WIKIに記載されていた伊藤武雄（第2部 - 第4部）は映像テロップになし。曽根史郎と声は似ている。
  - 第5部 最終話 EDで蛍の光がアトム(瀬川雅人)の次回シリーズを匂わすナレーションと共に流れて終わる。

## 放送リスト
5部構成の各13回となっている。第1部の1話と第2部の2話のみ、近年に民放で放送された。
太字の文字は実際の画面上では旧字・略字で表記されている。★印のエピソードはフィルムが行方不明になっているため欠番になっており、発売されたDVDBOXには未収録である。

### 第1部 ZZZ団の巻（通算第1話 - 第13話）
1. 一本足の追跡
2. アトムとミシエール
3. 首相が襲撃される
4. ミシエルが誘拐される
5. ZZZ団の根拠地
6. アトムが根拠地へ突進した!!
7. アトムが死刑台に乘せられた!!
8. ミシエルが降參した!!
9. 台風をついて飛ぶ
10. リヨン博士とZZZ団の総統
11. アトムが脱獄した!!
12. 羽田空港 午前2時10分前
13. ZZZ団の總統 リヨン博士に握手する

- 絶海の孤島に発生する特殊な毒ガスで、世界の要人を狂わせる「ZZZ団」が、世界的科学者リヨン博士とその娘ミッシェルを狙う。アトムは単身「ZZZ団」の本拠地島へ乗り込むが……。
- 「ZZZ団」の秘密兵器として飛行自動車が登場する。この特殊車両が翼を伸ばすカットは、コマ撮りで撮影された。

### 第2部 メキシコへ行くの巻（通算第14話 - 第26話）
1. メキシコから来た密使★
2. ピラミッドの謎
3. 砂漠の復讐
4. 発掘隊の陰謀
5. 夜襲をかけろ★
6. 熱砂の激闘★
7. ピラミッド攻防戦
8. スフインクスの反乱
9. インデアンの太鼓
10. 竜虎の激突
11. 悪魔の罠
12. 水爆攻撃を阻止せよ
13. 冷凍人間の復活

- アトムの級友四部垣が、謎のロボット、ジェットマンによってメキシコにさらわれた。ピラミッド調査団に随行してメキシコに飛んだアトムは、調査団とサパタ夫人たちとの対立に巻き込まれる。調査団はインディアンとスフィンクス、夫人はジェットマンとカニ男を味方につけ、激しい抗争が繰り広げられる。エネルギーの切れたアトムのために、御茶の水博士もメキシコへ飛ぶ。調査団の狙いはピラミッドの中にあるある秘密にあった……。
- この巻よりアトムのコスチュームが変更された。「ジェットマン」、「カニ男」、「スフィンクス」といった多彩なロボットが登場する。メキシコの砂漠を演出するため、砂丘地帯で撮影され、ステレオタイプなインディアンが悪役で登場する。またこの第二部ではヘルメット・ベルトが変更されたが、オープニング映像は途中まで第一部のままで、ちぐはぐな印象となっていた。ゲストキャラのサパタ夫人は入江たか子が演じた。

### 第3部 フランケンとアトムの巻（通算第27話 - 第39話）
1. フランケン現わる
2. バラン団の陰謀[5]
3. 黄色い馬
4. ふしぎな西瓜
5. 怪インド人
6. 謎の巨岩
7. 笑う墓石[6]
8. スーパーウラン爆弾★
9. コロニウムVX
10. 誘いの電話
11. 台風圏を飛べ
12. 細菌戦術
13. バラン団の最後

- 日本征服をたくらむ某国の「バラン団」が日本に上陸。首領のスパルタ博士は、御茶の水博士の作った怪力ロボット・フランケンを奪って「オメガ因子」を組み込み、意のままに操る。さらにスパルタは御茶の水の「空飛ぶ円盤」を狙って博士を拉致し、発狂薬「黄色い馬」をつかって都民を狂わせようとする……。
- 空飛ぶ円盤が登場するが、自動車に張りぼてをつけたものだった。同級生とアトムが綱引きをし、綱の後端を木に結びつけていたため、知らないアトムが引っ張ると木が倒れてしまったり、アトムに野球のピッチャーをさせたりと、アトムの日常生活が描かれた。「オメガ因子」や「黄色い馬」といった原作通りのキャラクターが登場する。本作品オリジナルの「隼探偵」がスクーターで活躍する。アトムがロードローラーで襲われるシーンがあるが、このロードローラーには誤字なのか、「世田谷区没所」と表記してあった。

### 第4部 火星探検の巻→火星にとぶ（通算第40話 - 第52話）
1. 宇宙人の襲撃
2. アトム遠征の巻
3. 空とぶ「まてんろう号」
4. 空軍少佐アトム
5. 仮装宇宙人の暗躍
6. 火星ロケット実現の巻
7. 宇宙圏飛行★
8. ロケットX号火星につく
9. 火星探検 スパゲッティ少尉の巻★
10. 怪ロボットとレンコーン大尉
11. 火星爭奪戦
12. 火星人の出現
13. アトムの凱歌

- 第4部のタイトルは当初「火星探検の巻」であったが、第4話以降「火星にとぶ」に改題された。
- アトムが飾緒のついた短いダブルのボレロジャケットを、軍服としてコスチュームの上に着た回である。この巻だけ、スカーフはアスコットタイ風にして軍服の襟の中に入れている。原作と異なり、軍服はジャケットのみで、ズボンははかず、軍服の下はつなぎのパンツ、タイツ、ブーツといういでたちであった。
- この回では火星で宇宙人と戦うことになるが、アトムは何度も壊れ、そのたびに腹部を開いてメカを修繕している。普段のコスチュームは腹部は開かないので、このシーンのたびに、軍服を脱いで腹部の開くコスチュームに着替えてから、また軍服を着て演じている。また、ロボットに対する偏見にも悩む姿が描かれた巻でもある。苦しい予算の中、レンコーンのロボットや宇宙ロケットなどを登場させた。
- 宇宙人の声は、テープの早回しを用いていた。初めは早回しで、会話が聞き取れないのが、段々低速になり、そのうち聞こえるようになるという手法を取っていた。宇宙人は予算の関係ゆえか、マスクをつけ、クリーンルームでの作業着のようなスタイルとしていた。同様に低予算のため、宇宙服を人間の隊員が火星で着ていなかった。また、アトムが宇宙に取り残されそうになった時に、「オーイオーイ」と、ロケットに向かって叫ぶが、原作通りとはいえ、宇宙で声が聞こえるはずはなく、違和感の残る描写となっている。レンコーンのロボットは、本格的な作りのものが使われている。

### 第5部 気体人間の巻（通算第53話 - 第65話）
1. 七人の失踪者★
2. 透明人間?ガス人間?
3. 両親の誕生[7]
4. プラネタリュウムの男[8]
5. 成層圏よりの密使
6. 両親の家出
7. アトム気体人間となる
8. 決斗の貯水池
9. 黒マント登場
10. 大暴れロボット
11. 旅客機のガス人間
12. アトム大活躍
13. ガス人間全滅

- アトムの両親が登場。アトムが宿題を忘れて居残りをさせられたりと日常風景も描いている。アトムがギャングに潜入した際にサングラスをかける場面がある。ヘルメット衣装を着けているため、耳たぶをかなり変形させてサングラスをかけていた。アトムに気体人間が乗り移り、悪人になったふりをする巻である。いまは無い「渋谷文化会館」のプラネタリウムや、渋谷駅前で撮影が行われている。

## ネット局
四大都市圏のみ同時ネット。
- 毎日放送（制作局）
- フジテレビ
- 東海テレビ放送（当時は同じMBS制作の真珠の小箱も同局で放送されていた）
- 九州朝日放送（当時の放送対象地域は福岡県福岡地方・筑後地方）
- テレビ西日本（当時の放送対象地域は福岡県北九州地方・筑豊地方）

時差ネット局。
当時は民放テレビ黎明期で地方は民放テレビ局が少なかったため、四大都市圏以外は時差ネットだった。
- 北海道放送（1961年ごろに放送）：木曜 17:15 - 17:45[9]
- 東北放送（1962年に放送）：月曜 17:45 - 18:15[10]
- 北陸放送：日曜 9:00 - 9:30[11]
- 中国放送（1959年4月6日 - 12月21日に『フランケンとアトムの巻』まで放送。次番組は『頓馬天狗』〈読売テレビ制作・日本テレビ系〉を放送）：月曜 18:15 - 18:45[12]

## 再放送
本作品は『鉄腕アトム (アニメ第1作)』が放映開始されるまで、何度も再放送した。夏休み期間等は地方によっては午前と午後の二回放映した。再放送の提供スポンサーは近畿地区はパルナス製菓だった。

## 映像ソフト化
- 1985年に東映ビデオから第1部の総集編ビデオが発売された。パッケージには「1」と記載されていたが、第2部以降は発売されなかった。
- 2009年10月23日、手塚治虫生誕80周年記念を記念してジェネオン・ユニバーサルから1年間の期間限定生産でDVD-BOXが発売された。フィルムが現存しない7話分を除いた全話を収録。
- 株式会社ベストフィールドから甦るヒーローライブラリーの第20集としてHDリマスター版DVD-BOXが2巻に分けて発売された（販売元：TCエンタテインメント）。BOX1（2016年10月28日）には、「ZZZ団の巻」「メキシコの巻」「フランケンとアトムの巻」BOX2（2016年11月25日）には、「火星探検（火星にとぶ）の巻」「気体人間の巻」が収録されている。